# Kwarcowy latyt
Kwarcowy latyt – skała magmowa, kwaśna, wylewna lub subwulkaniczna. Jego plutonicznym odpowiednikiem jest kwarcowy monzonit. Na diagramie klasyfikacyjnym QAPF latyt zajmuje pole 8*.
Składa się głównie ze skalenia potasowego i plagioklazów szeregu (oligoklaz–andezyn–labrador), kwarcu (w ilości 5–20%), piroksenów (augit, diopsyd, hipersten), amfiboli (hornblenda), biotytu. W niewielkich ilościach występują minerały akcesoryczne: apatyt, tlenki żelaza, tytanit, spinel, piryt, cyrkon, allanit i in. Często obecne jest szkliwo wulkaniczne. 